# 熊传栗
熊传栗（？—？），字民怀，河南商城县人，清朝政治人物。

## 生平
熊传栗于道光二年（1822年）中式壬午恩科二甲进士。道光十一年（1831年）接替贺崇禧，署理江苏松江府南汇县知县一职。次年由孙炳垣接任。道光二十七年（1847年）九月署宝山县知县。